# Elbridge Gerry
Elbridge Thomas Gerry (17 de julio de 1744 - 23 de noviembre de 1814), político estadounidense. Vicepresidente de los Estados Unidos de América desde 1813 a 1814, año de su muerte, bajo el mandato del presidente James Madison.
Elbridge Gerry fue uno de los firmantes de la Declaración de Independencia de los Estados Unidos y de los Artículos de la Confederación. Fue uno de los tres hombres que se negaron a firmar la Constitución de EE. UU., porque no incluía una Carta de Derechos. Fue gobernador del estado de   Massachusetts desde 1810 hasta 1812.
Gerry dio origen al término Gerrymandering cuando decidió unificar ciertos  distritos del estado en uno solo, que de ese modo obtendrían menos escaños en la legislatura. Los periodistas que observaban el nuevo mapa electoral se percataron de que el distrito así creado tenía la forma de una salamandra (en inglés: salamander), a la que pusieron por nombre Gerry-mander.